# Distretto di Haliun
Il distretto di Haliun è uno dei diciotto distretti (sum) in cui è suddivisa la provincia del Gov'-Altaj, in Mongolia. Conta una popolazione di 2.497 abitanti (censimento 2009). 